# Pedro Calderón de la Barca
Pedro Calderón de la Barca (Madrid, 17 gennaio 1600 – Madrid, 25 maggio 1681) è stato un drammaturgo e religioso spagnolo.
È considerato l'ultima grande voce del Siglo de Oro spagnolo.

## Biografia
Figlio di Diego Calderón, un cancelliere del consiglio delle finanze, e di Ana María de Henao, tra il 1609 e il 1614 intraprese gli studi presso il collegio dei Gesuiti a Madrid, per poi iscriversi all'Università di Alcalá de Henares e in seguito a quella di Salamanca, dove visse dal 1617 al 1620, diventando baccelliere e acquisendo una salda formazione teologica. Accusato nel 1621 di aver ucciso un servo del duca di Frías, per evitare la cattura si rifugiò presso l'ambasciatore di Germania.
Nel 1626 si recò nuovamente a Madrid, al servizio del duca di Frías, ma tre anni dopo fu arrestato con l'accusa di aver attaccato un prete che dal pulpito l'aveva rimproverato perché era entrato in un convento di clausura per catturare un commediante che aveva ferito suo fratello. Nel 1636 fu nominato cavaliere dell'ordine di Santiago. Nel 1638 prese parte a una campagna in Francia e qualche anno dopo (1640) in Catalogna, nell'ambito della guerra dei trent'anni. Nel 1641 fu nominato comandante di squadra, l'anno seguente combatté a Lérida e poi ottenne il congedo.
Dopo aver convissuto per qualche tempo con una donna che gli diede un figlio, nel 1645 divenne segretario del Duca d'Alba, mentre nel 1650 entrò nell'ordine terziario di san Francesco e fu ordinato sacerdote nel 1651. Gli fu assegnata la parrocchia dei Reyes Nuevos di Toledo, ma non poté prenderne possesso per l'opposizione del cappellano maggiore. Entrò così nella confraternita del Rifugio, ma nel 1663 divenne cappellano d'onore del re e si trasferì a Madrid. Nel 1666 fu nominato cappellano maggiore e nel 1679 Carlo II stabilì che il suo mantenimento fosse a carico della corte fino alla sua morte.

## Produzione letteraria

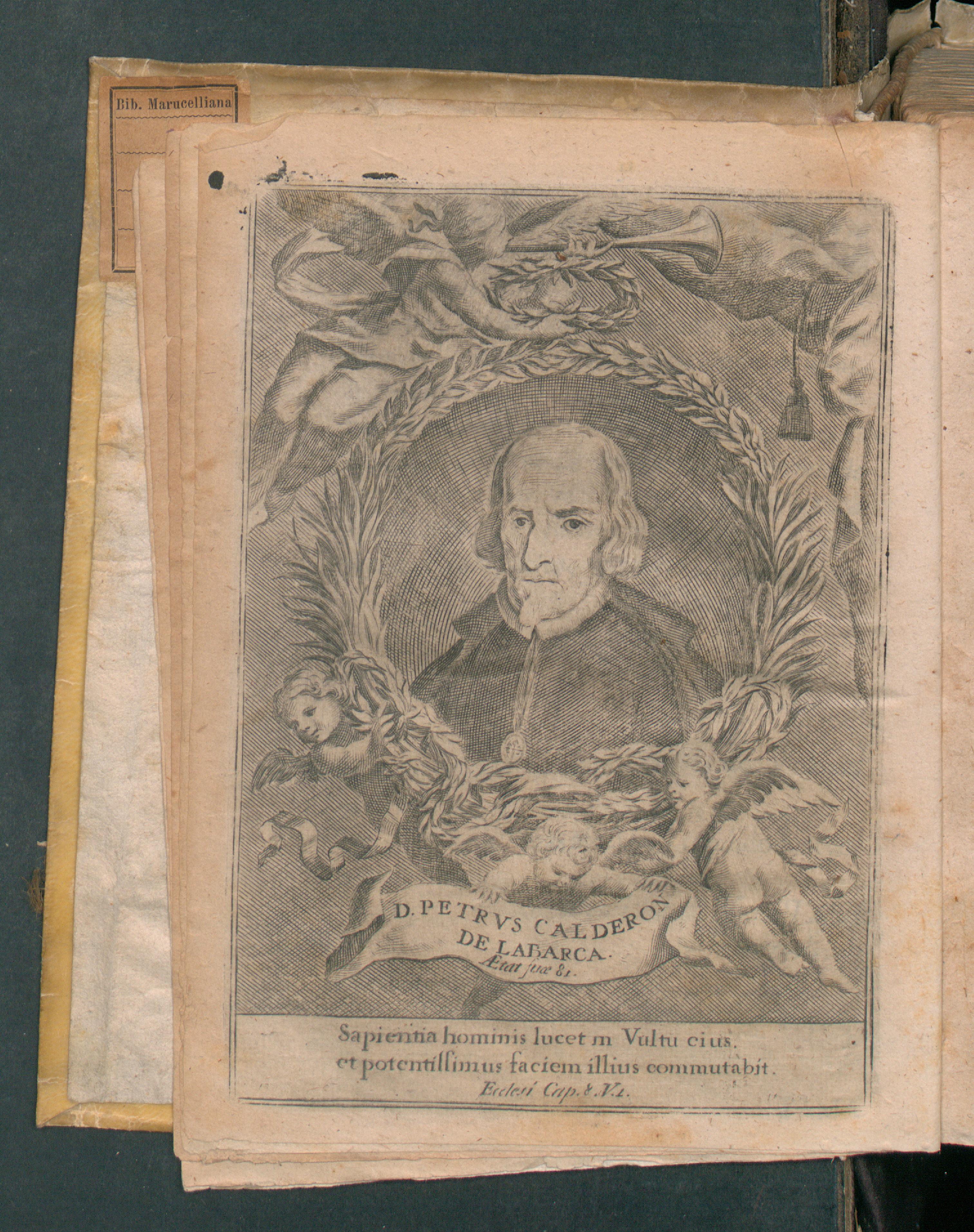
Ritratto di Pedro Calderón de la Barca, in Primera parte de Comedia verdaderas, 1726

La sua prima comparsa nell'ambiente letterario ebbe luogo nel 1620 in occasione dei certami in onore della beatificazione di Isidoro l'Agricoltore che erano stati organizzati da Lope de Vega. La sua vocazione per il teatro ebbe inizio poco più tardi, dal momento che si ha notizia della sua prima commedia sicuramente databile, Amor, honor y poder, del 1623. Risale al 1634 il suo interesse per l'"auto sacramental" (o, al plurale, "autos sacramentales" ), genere drammatico che egli porterà alla massima perfezione. Dopo essere stato ordinato sacerdote comporrà solo "autos" e commedie di carattere religioso o mitologico destinate solamente alle rappresentazioni di Palazzo e nel giardino del Buen Ritiro.
Calderon compose più di centodieci lavori per il teatro, pubblicò quattro Partes negli anni 1636, 1637, 1664, 1673-'74, mentre la quinta, del 1677, non ottenne la sua approvazione. Nello stesso 1677 vide la luce un volume che conteneva dodici "autos sacramentales". Fra il 1682 e il 1691, Juan de Vera Tassis curò un'edizione fondamentale dell'autore in nove volumi. Quello che è considerato il suo capolavoro è un dramma filosofico-teologico in tre atti, in versi, scritto nel 1635 dal titolo La vida es sueño (La vita è sogno).

## Opere

### Opere teatrali
- Amor, honor y poder (Amore, onore e potere) (1623)
- El sitio de Breda (L'assedio di Breda) (1625)

- La dama duende (La dama fantasma) (1629)
- Casa con dos puertas (La casa con due porte) (1629)
- El príncipe constante (Il principe costante) (1629)
- La vida es sueño (La vita è sogno) (1629–1635)
- El galán fantasma (L’innamorato fantasma) (1630?)
- El purgatorio de San Patricio (Il purgatorio di San Patrizio) (before 1635)
- El mayor monstruo, los celos (Il maggior mostro, la gelosia) (1635)
- El mayor encanto, amor (Il miglior incando, l'amore) (1635)
- Los tres mayores prodigios (I tre maggiori prodigi) (1636)
- La devoción de la Cruz (La devozione della Croce) (1637)
- El mágico prodigioso (Il mago dei prodigi) (1637)
- A secreto agravio, secreta venganza (A segreta offesa, segreta vendetta) (1637)
- El médico de su honra (Il medico del proprio onore) (1637)
- El pintor de su deshonra (Il pittore del suo disonore) (anni 1640)
- El alcalde de Zalamea (Il sindaco di Zalamea) (1651)
- La fiera, el rayo y la piedra (La fiera, il fulmine e la pietra) (1652)
- Fortunas de Andrómeda y Perseo (Vicende di Andromeda e Perseo) (1653)
- La hija del aire (La figlia dell'aria) (1653)
- El laurel de Apolo (Il lauro di Apollo) (1658)
- Eco y Narciso (Eco e Narciso) (1661)
- El hijo del sol Fetón (Il figlio del Sole, Fetonte) (1661)
- El monstruo de los jardines (Il mostro dei giardini) (1667)
- La estatua de Prometeo (La statua di Prometeo) (1669)
- El prodigio de Alemania (Il prodiglio della Germania) (in collaborazione con Antonio Coello)
- El segundo Escipión (Il secondo Scipione) (1677)
- Hado y divisa de Leonida y Marfisa (Fato e insegna di Leonido e Marfisa) (1680)

### Auto sacramental (drammi religiosi)
- La cena del rey Baltazar (Il banchetto di re Baldassarre)
- El gran teatro del mundo (Il gran teatro del mondo)
- El gran mercado del mundo (La grande fiera del mondo)
- El nuevo palacio del Retiro (Il nuovo palazzo del Ritiro)
- El mayor encanto, amor (Il maggiore incantesimo, amore) (1636)
- Los tres mayores prodigios (I tre maggiori prodigi) (1636)
- El año santo en Roma (L’anno santo a Roma) (1650)
- La protestación de la fe (La dichiarazione della fede) (1656)
- Las pruebas del segundo Adán o Las órdenes militares (1663)
- El divino Orfeo (Il divino Orfeo) (1663)
- A María el corazón (A Maria, il cuore) (1664)
- El verdadero Dios Pan (Il vero dio Pan) (1670)
- Sueños hay que verdad son (Ci son sogni che sono verità) (1670)
- El cordero de Isaías (L’agnello di Isaia) (1681)
- La divina Filotea (La divina Filotea) (1681) - rimasto incompiuto con la morte dell'autore.